# Кільчевський Микола Олександрович
Мико́ла Олекса́ндрович Кільче́вський (*2 (15) червня 1909, Кам'янець-Подільський — † 14 червня 1979, Київ) — український учений у галузі механіки і математики. Доктор фізико-математичних наук (1940). Академік АН УРСР (1969). Заслужений діяч науки УРСР (1977). Учень Іллі Штаєрмана.

## Біографія
Народився 2 червня (15 червня) 1909 року в Кам'янці-Подільському в сім'ї вчителя Олександра Кільчевського. Його побіжно згадує Григорій Костюк у книзі спогадів «Зустрічі і прощання»: «Ще з лекцій загальної історії та історії літератури моїх середньошкільних учителів — Козинця, Юхима Філя й Олександра Кільчевського — я виробив собі чарівний і маєстатичний образ цього древнього, величного нашого духовного центру» (мова йде про Київ) .
1928 року Микола Кільчевський закінчив робітничий факультет при Кам'янець-Подільському сільськогосподарському інституті (нині Подільський державний аграрно-технічний університет), став студентом факультету експлуатації шляхів сполучення Київського політехнічного інституту (КПІ).
Від 1930 року студент математичного факультету Київського університету (тоді Київський фізико-хіміко-математичний інститут). 1933 року закінчив університет і став аспірантом університету за фахом математика, теорія пружності й опір матеріалів. Від 1933року викладав вищу математику в Київському авіаційному інституті (КАІ), від 1934 року — асистент КАІ.
1936 року захистив кандидатську дисертацію «Застосування тензорного аналізу до питань теорії пружності», став докторантом Інституту математики АН УРСР. 1940 року став завідувачем кафедри вищої математики КАІ, захистив докторську дисертацію «Основні рівняння теорії оболонок і деякі методи їхнього інтегрування». Також викладав теоретичну механіку в КПІ.
1941 року евакуювався з КАІ в Узбекистан. У 1941—1944 роках — завідувач кафедри теоретичної механіки в Ташкентському інституті інженерів залізничного транспорту, одночасно працював у Центральному НДІ Народного комісаріату шляхів сполучення, де займався питаннями контактного тиску твердих тіл й удару.
1944 року повернувся в Київ і у 1944—1961 роках завідував кафедрою теоретичної механіки КПІ.
У 1944—1947 роках — старший науковий співробітник Інституту математики Академії наук УРСР. У 1945—1958 роках читав курс теоретичної механіки в Київському університеті. Від 1959 року — завідувач відділу Інституту механіки АН УРСР.
1961 року обрано членом-кореспондентом, а 26 грудня 1969 року — академіком АН УРСР.
Кільчевський був одним з організаторів і керівників семінару з проблем загальної механіки, що відіграли значну роль у координації досліджень із загальної механіки в Україні й у підготовці наукових кадрів.
Кільчевський займався координаційною діяльністю:
- як голова наукової ради з комплексної проблеми «Загальна механіка» при Відділенні математики, механіки й кібернетики АН УРСР;
- як член Національного комітету СРСР з механіки СРСР;
- як член Президії науково-методичної ради з теоретичної механіки при Міністерстві вищої й середньої освіти СРСР;
- як член редколегії журналу «Прикладна механіка».

Входив до складу оргкомітетів всесоюзних конференцій з різних питань механіки твердих тіл, що деформуються, Всесоюзних з'їздів з механіки. Багато сил й енергії віддав вихованню наукових кадрів. Підготував 65 кандидатів наук.
Був членом КПРС від 1961 року. Помер 14 червня 1979 року. Похований в Києві на Байковому кладовищі.

## Наукові дослідження
Основні дослідження в галузі теорії оболонок, статистичних і динамічних контактних задач теорії пружності, деяких питань аналітичної механіки, зокрема: розробки основ аналітичної механіки оболонок, теорії співударянь твердих тіл, розв'язання контактних пружно-пластичних задач.

## Відзнаки
Нагороди: ордени Трудового Червоного Прапора (два), Знак Пошани, медалі.
Премія імені Олександра Динника АН УРСР (1977).
9 грудня 1979 року — Державна премія УРСР у галузі науки та техніки (посмертно) за цикл робіт із загальної теорії оболонок і дослідження полів напруг в оболонках складної будови та форми (разом із академіком АН УРСР, директором Інституту механіки АН УРСР Олександром Гузем, членом-кореспондентом АН УРСР, заступником директора Інституту механіки АН УРСР Ярославом Григоренком) .
19 грудня 1992 року — Державна премія України в галузі науки та техніки (посмертно) за підручники у чотирьох книгах «Теоретична механіка» (К., «Радянська школа», 1957 — книга I; К., «Вища школа», 1972 — книга II; 1989 — книга III; 1990 — книга IV) разом із Михайлом Павловським, Остапом Бойчуком, Людмилою Акінфієвою .

## Примітки

Могила Миколи Кільчевського